# 京都府道409号千代川停車場線
京都府道409号千代川停車場線（きょうとふどう409ごう ちよかわていしゃじょうせん）は、京都府亀岡市を通る一般府道である。

## 概要
亀岡市千代川町今津1丁目から亀岡市千代川町小川2丁目に至る
亀岡市内で一番北にあたる千代川駅前の通り。

### 路線データ
- 起点：亀岡市千代川町今津1丁目（JR西日本山陰本線 千代川駅前）
- 終点：亀岡市千代川町小川2丁目（千代川駅前交差点、国道9号交点）

## 地理

### 通過する自治体
- 亀岡市

### 交差する道路
| 交差する道路     | 交差する場所      | 交差する場所            |
| ---------------- | ----------------- | ----------------------- |
| 国道9号 / 山陰道 | 千代川町小川2丁目 | 千代川駅前交差点 / 終点 |

### 沿線
- JR西日本山陰本線 千代川駅
- 亀岡市立自動車学校
- 亀岡市立千代川小学校